# Chambers Biographical Dictionary
El Chambers Biographical Dictionary ("Diccionario Biográfico Chambers" en español) ofrece descripciones concisas de más de 18.000 figuras notables de Gran Bretaña y del resto del mundo. Fue publicado por primera vez en 1897.

## Características
La edición del centenario (ISBN 0-550-16060-4) fue editada por Melanie Parry y la edición revisada (ISBN 0-550-18022-2) fue editada por J.O. Thorne y T.C. Collocott. La novena edición, lanzada en 2011, contiene biografías de más de 18.000 personas. La mayoría de estas biografías consisten en una docena de líneas en un formato de diseño de página a dos columnas. Sin embargo, algunas entradas llegan a las 50 líneas o más, como por ejemplo Shakespeare, que abarca dos páginas. Las entradas consisten habitualmente en el lugar de nacimiento, un resumen de la educación o carrera del personaje, y sus logros o publicaciones. Por lo general, se proporciona una única fuente de referencia.
La editorial, Chambers Harrap, que anteriormente tenía su sede en Edimburgo, afirma que su "Diccionario biográfico" es el diccionario biográfico de un solo volumen más completo y autorizado disponible, que cubre entradas en áreas como deporte, ciencia, música, arte, literatura, política, televisión y cine. La reedición de 1990 fue publicada por la University Press de Cambridge.
La edición del centenario contenía más de 17.500 artículos ordenados alfabéticamente, en los que se cita la nacionalidad, la ocupación y los logros de cada persona, así como 250 cuadros que se centran en una amplia variedad de personas consideradas como particularmente importantes, influyentes e interesantes. Se proporcionan fuentes y hay miles de sugerencias para lecturas adicionales.